# تاکو ایشیموری
تاکو ایشیموری (انگلیسی: Takkō Ishimori; ۱۱ ژانویهٔ ۱۹۳۲ – ۵ ژوئن ۲۰۱۳) صداپیشه، و بازیگر اهل ژاپن بود.
از فیلم‌ها یا برنامه‌های تلویزیونی که وی در آن نقش داشته‌است می‌توان به بازیگر هزاره اشاره کرد.